# 155438 Velásquez
(155438) Velásquez, denumire internațională (155438) Velasquez, este un asteroid din centura principală de asteroizi.

## Descriere
155438 Velásquez este un asteroid din centura principală de asteroizi. A fost descoperit pe 18 februarie 1998 la Observatorul Kleť par l'Observatorul Kleť. Asteroidul prezintă o orbită caracterizată de o semiaxă mare de 2,58 ua, o excentricitate de 0,21 și o înclinație de 4,4° în raport cu ecliptica.